# Bamboeschildering

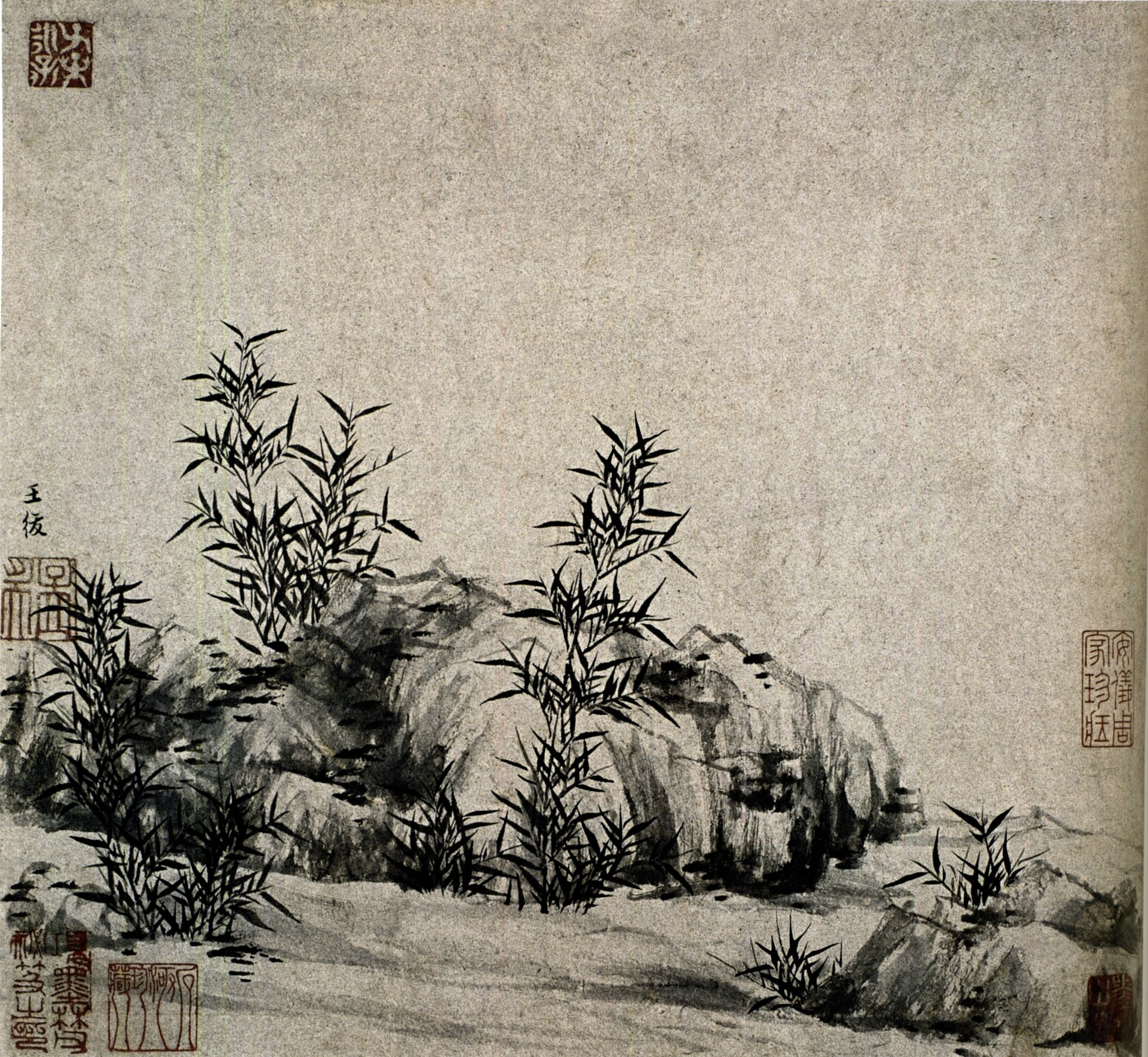
Jonge bamboe met wolken, wortels en penseel door Wang Fu

De bamboeschildering is een apart genre in de Oost-Aziatische schilderkunst. Vanaf de 11e eeuw heeft ze een belangrijke plaats ingenomen in de Chinese cultuur. Bamboe staat in dit land symbool voor een groot aantal deugden, waaronder bescheidenheid, flexibiliteit en doorzettingsvermogen. Een correct uitgevoerde bamboeschildering in gewassen inkt weerspiegelt niet alleen de kundigheid kan de maker, maar vaak ook zijn karakter of gemoedstoestand.

## Beschrijving

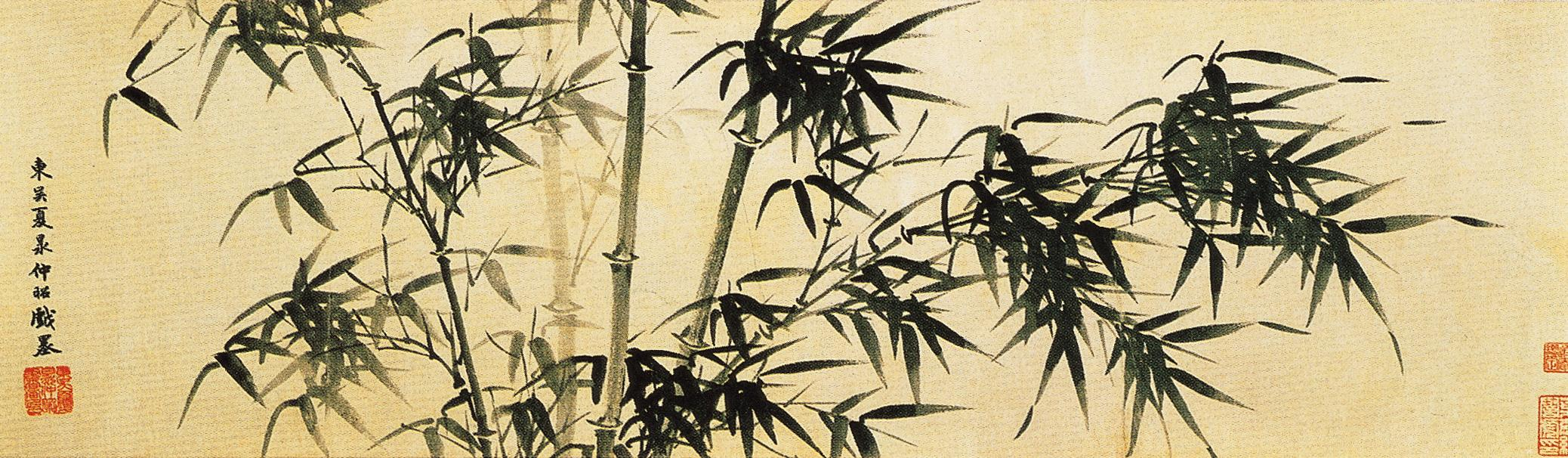
Vrije wind op de rivier de Qi door Xia Chang

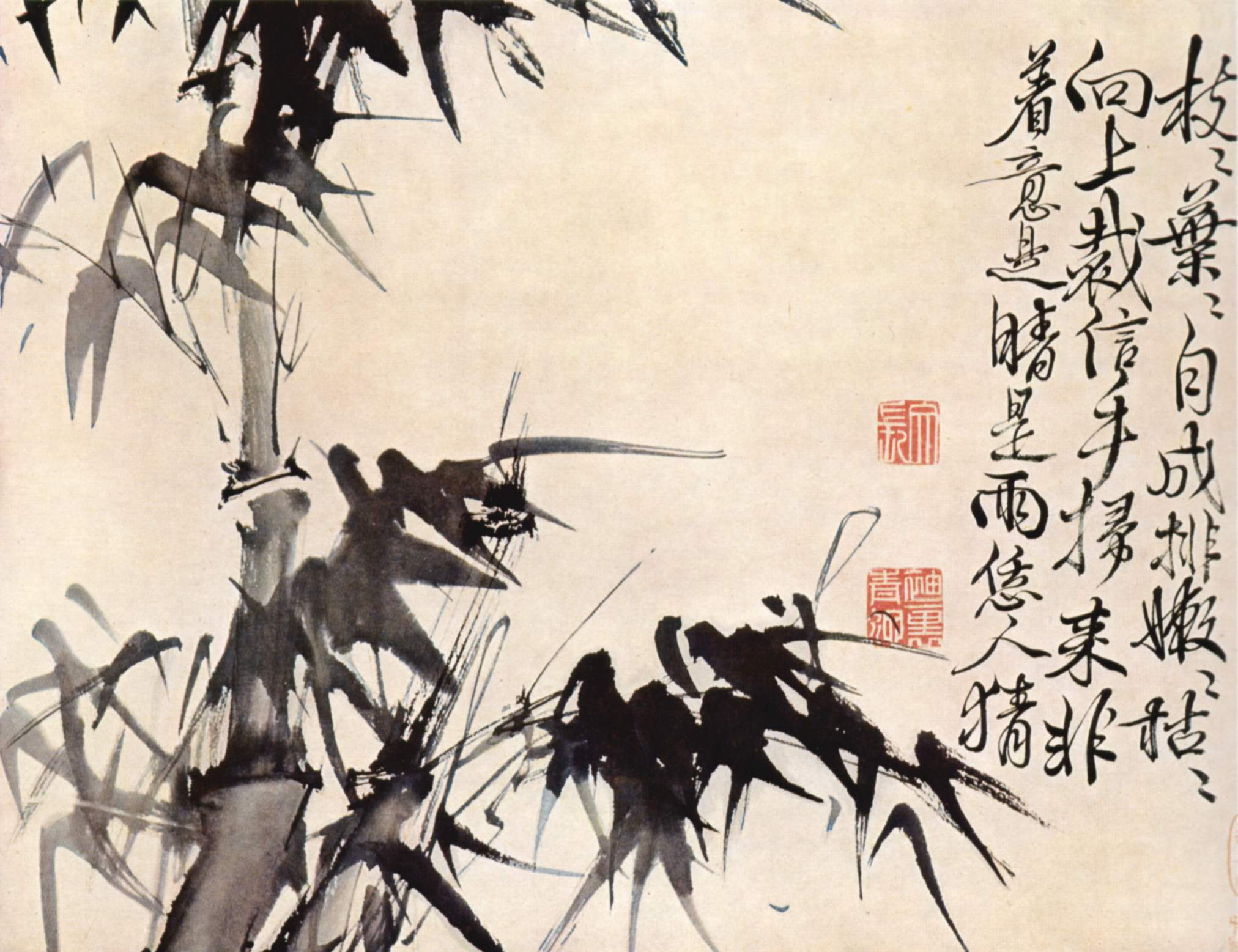
Bamboe door Xu Wei

De bamboeschilderkunst is sterk verwant aan de Chinese kalligrafie; beide worden in zwarte Oost-Indische inkt uitgevoerd met dezelfde techniek en standaarden. Elk blad en elke tak bestaat uit een enkele penseelstreek, net als de afzonderlijke componenten van een Chinees karakter. Door het contrast tussen de bamboe en de achtergrond en de vorm en textuur van de stengels en bladeren kan een schilder en kalligraaf zijn vaardigheid met de penseel tonen.
Traditioneel worden een of meer stengels bamboe met de takken en bladeren geschilderd. Door het gebruik van zwarte inkt wordt vooral het silhouet van de bamboeplant afgebeeld. Door de hoeveelheid water in de inkt af te wisselen en de aanzet van de penseel te variëren kan elk blad een andere tint krijgen. Zo kan de kunstenaar een dieptewerking creëren. Bovendien kan hij door de vorm van het blad een idee geven van de heersende weersomstandigheden, zoals regen, wind of zonneschijn. Grillig gevormde stenen, gongshi genoemd, worden vaak als achtergrond of secundair motief gebruikt. Deze door de elementen gevormde stenen worden traditioneel bezien als een belichaming van de dynamiek in de natuur.
Vanaf de periode van de Yuan-dynastie (1279-1368) werden bamboeschilderingen gewoonlijk voorzien van een gekalligrafeerd gedicht, dat het motief verder belicht. Dit gedicht is meestal met dezelfde penseel aangebracht en wordt als een integraal onderdeel van het gehele werk gezien. Een kenner beoordeelt het schilderij onder andere door de afbeelding van de bamboe te vergelijken met de kalligrafie, die beide een soortgelijke stemming en staat van bewustzijn behoren af te spiegelen. In de buurt van het gedicht plaatst de schilder een of meer persoonlijke zegels die de compositie compleet maken.
Een bamboeschilderij kan, net als een kalligrafie, het karakter of de stemming van de maker weerspiegelen. Tijdens de Ming-periode probeerden regeringsambtenaren als Ni Yuanlu (ca. 1593-1644) door hun serene bamboeschilderingen een goede inborst te suggereren. De gepassioneerde schilderijen van Xu Wei (1521–1593) daarentegen weerspiegelen volgens kenners de manische buien waarin hij regelmatig verkeerde.

## Geschiedenis

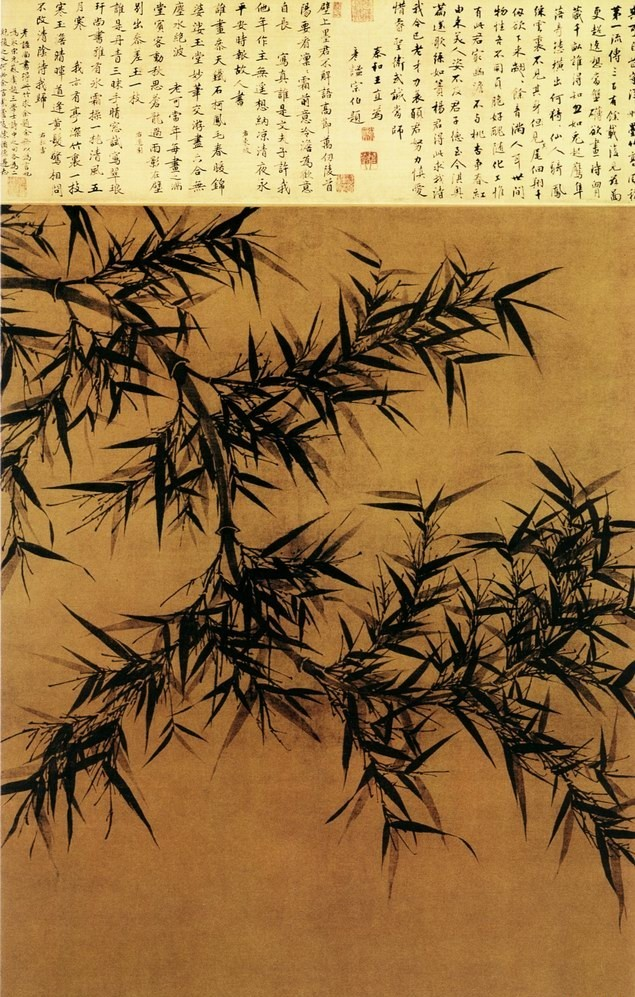
Bamboeschildering op hangende rol van Wen Tong, ca. 1060

De bamboeplant wordt in Oost-Azië van oudsher geprezen om haar volharding in allerlei weersomstandigheden en om zijn enorme groeivermogen. Met name personen die waren onderricht in de traditie van Confucius waardeerden de bamboeplant als een voorbeeld van morele kracht. Aan het einde van de Tang-periode (begin 10e eeuw) specialiseerden sommige schilders zich in het schilderen van bamboe.
De bamboeschildering werd een aparte kunstvorm dankzij Wen Tong (1019–1079), van wie werd beweerd dat hij 'hele bamboestengels in zijn hart droeg'. Op veel van zijn werken namen enkele bamboestengels- of takken vrijwel het hele beeldvlak in beslag. Een dergelijke focus op de bamboeplant en haar onderdelen viel zodanig in de smaak, dat ook andere Chinese kunstenaars zich begonnen toe te leggen op het schilderen van bamboe. Met het verbreiden van de Chinese culturele invloedssfeer begonnen ook kunstenaars in Japan en andere Oost-Aziatische landen de bamboeplant te gebruiken als schildersmotief.

### Bloeiperiode
De traditie van het schilderen van bamboe in inkt had haar grootste bloeiperiode tijdens de Mongoolse Yuan-dynastie (1279–1368), al bleef het ook daarna een populair genre in Oost-Azië. De bamboe was symbool komen te staan voor een junzi of edelman die soepel, empathisch en integer is. Aan het hof van de kan waren dit in de Yuan-periode deugden die van de literati werden verlangd. Bamboeschilderingen werden hierdoor al snel een specialiteit van hooggeplaatste en ambitieuze ambtenaren. Daarnaast vormde de bamboe samen met de den en de pruimenboom de zogenaamde 'Drie Vrienden van de Winter', een motief dat door literati als de mandarijn Zhao Mengjian (1199-1295) veelvuldig werd gebruikt voor hun schilderijen.

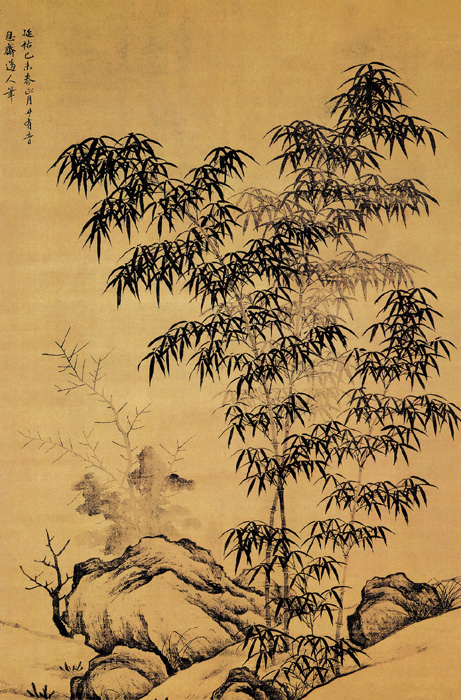
Grote bamboe en stenen door Li Kan; de naar beneden gebogen bladeren en de verschillende grijstinten suggereren vochtige mist

Sommige kunstenaars legden zich hun hele loopbaan voornamelijk toe op de bamboeschilderkunst. Li Kan (ca. 1245–1320) woonde in een met bamboe begroeide vallei, om het uiterlijk van de plant onder verschillende weersomstandigheden te kunnen bestuderen. Zo legde hij de grondslag voor diverse populaire subcategorieën in het genre, die elk een specifieke bladvorm en kleurtint vereisen. Dit zijn bijvoorbeeld 'bamboe in de wind', 'bamboe in de regen', 'bamboe in de zon' of 'oude bamboe'.
Er waren slechts weinig vrouwelijke bamboeschilders in het middeleeuwse China, daar bamboe symbool stond voor kwaliteiten die vooral mannen nastreefden. Een toonaangevende schilderes in het genre was Guan Daosheng (1262–1319). Zij was vernieuwend door haar gewoonte om de bamboeplant als een centraal onderdeel in een landschap te schilderen. Belangrijke schilders die dit voorbeeld navolgden waren onder andere Ni Zan (1301–1374), Bian Jingzhao (ca. 1356–ca. 1428) en Wang Fu (ca. 1362-1416).

### Handboeken
| |  |  |
| Illustraties van bamboeschilderingen in Tien Bamboes-studio's handboek voor schilderen en kalligrafie (links) en het Handboek van de Mosterdzaadtuin (rechts) |  |  |

Er zijn in de loop der tijd diverse handboeken verschenen die het bamboe schilderen uitvoerig behandelen. Een vroeg voorbeeld is Wu Zhens Handboek voor bamboe-inktschilderingen uit 1350, met tips over het schilderen van diverse bamboedelen in allerlei weersomstandigheden. Het bevat Su Shi's korte verhandeling over de schilderkunst van Wen Tong (1019–1079).
Veel door bamboeschilders geraadpleegde standaardwerken waren het Bamboehandboek van Gao Song (1522–1566) en Tien Bamboes-studio's handboek voor schilderen en kalligrafie (十竹齋書畫譜) uit 1633, uitgegeven door Hu Zhengyan. Deze twee werken bevatten onder andere een uitgebreide verhandeling over hoe de bladvorm en grijstint diverse weersomstandigheden kunnen suggereren.
Tijdens de vroege Qing-periode werd het Handboek van de Mosterdzaadtuin (芥子園畫傳) samengesteld. Belangrijke schilders als Qi Baishi (1864–1957) begonnen hun schildersopleiding met een studie van dit standaardwerk. In het boek wordt onder andere de juiste opbouw van een bamboeschildering behandeld: eerst de steel, dan de knoesten, de takken en de bladeren. Volgens de auteur zal een bamboeschildering nooit met succes worden afgerond als deze volgorde niet wordt aangehouden.

## Symboliek

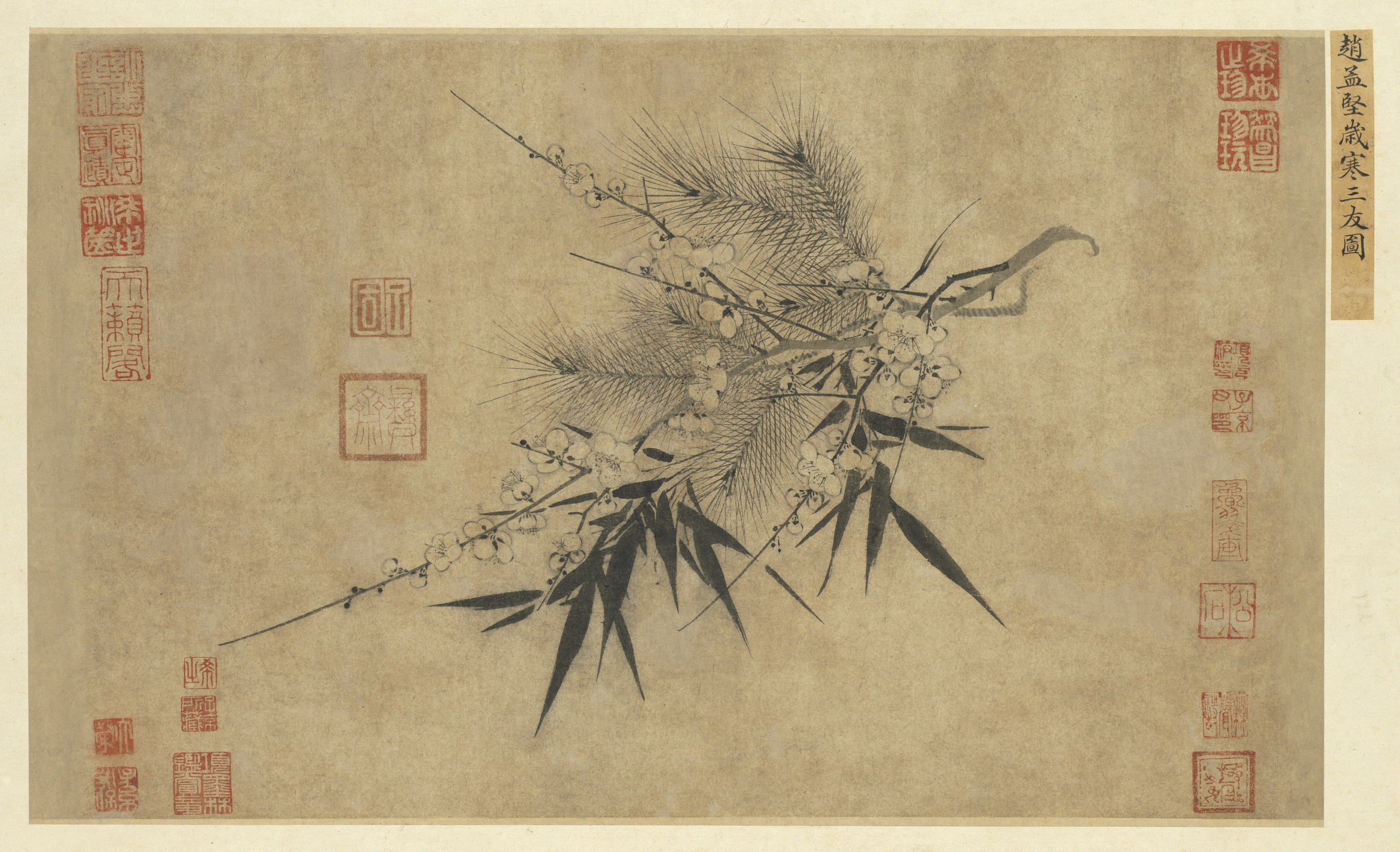
Drie Vrienden van de Winter door Zhao Mengjian

Als altijdgroene plant maakt bamboe naast de den en de pruimenboom onderdeel uit van de 'Drie Vrienden van de Winter' (歲寒三友), een motief in het genre van de vogel- en bloemschilderingen dat sinds de 13e eeuw veel wordt gebruikt in winterse taferelen. Doordat deze planten ook in de winter hun schoonheid behouden, staan de 'Drie Vrienden' gezamenlijk symbool voor standvastigheid, doorzettingsvermogen en veerkracht.
Daarnaast is bamboe ook een van de 'Vier Edellieden'; vier planten die de belangrijkste kwaliteiten van de ideale edelman symboliseren. Hierin staat de eenvoudig gevormde bamboeplant voor bescheidenheid en, daar het een altijdgroene plant is, duurzaamheid. Volgens een oud Chinees gezegde moet een kunstenaar eerst bamboe worden voordat hij het kan schilderen.
De flexibiliteit en sterkte van de bamboestengel staan symbool voor de ontwikkeling en integriteit van een persoon, waarbij hij zich flexibel opstelt, maar nooit zijn principes laat varen. Het feit dat de stengel hol is symboliseert een ruimdenkende geest. De 20e-eeuwse schilder I-Hsiung Ju beschreef bamboe als volgt:

The bamboo is strong, upright, and dependable. He may bend with the wind, the storm and the rain, but he never breaks. He is a true gentleman of courage and endurance.
(De bamboe is sterk, rechtschapen en betrouwbaar. Hij zal buigen met de wind, de storm en de regen, maar hij zal nooit breken. Hij is een echte heer met moed en uithoudingsvermogen.)
—  I-Hsiung Ju, The Book of Bamboo

## Gerenommeerde bamboeschilders

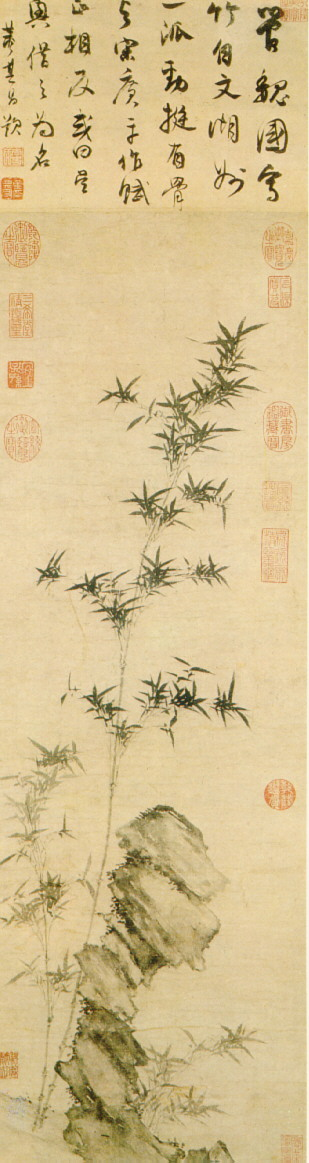
Bamboe en steen - Guan Daosheng
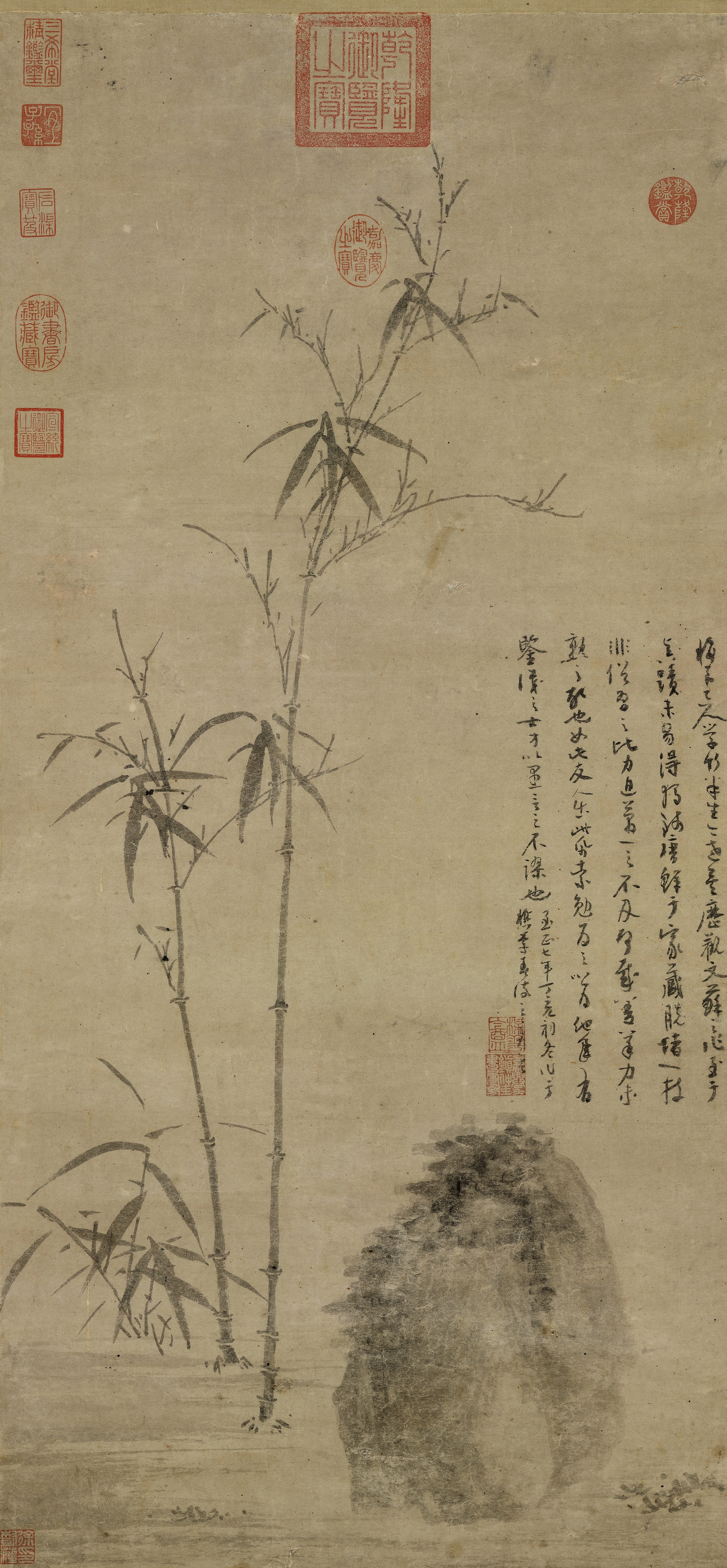
Bamboestengels bij een rotsblok - Wu Zhen
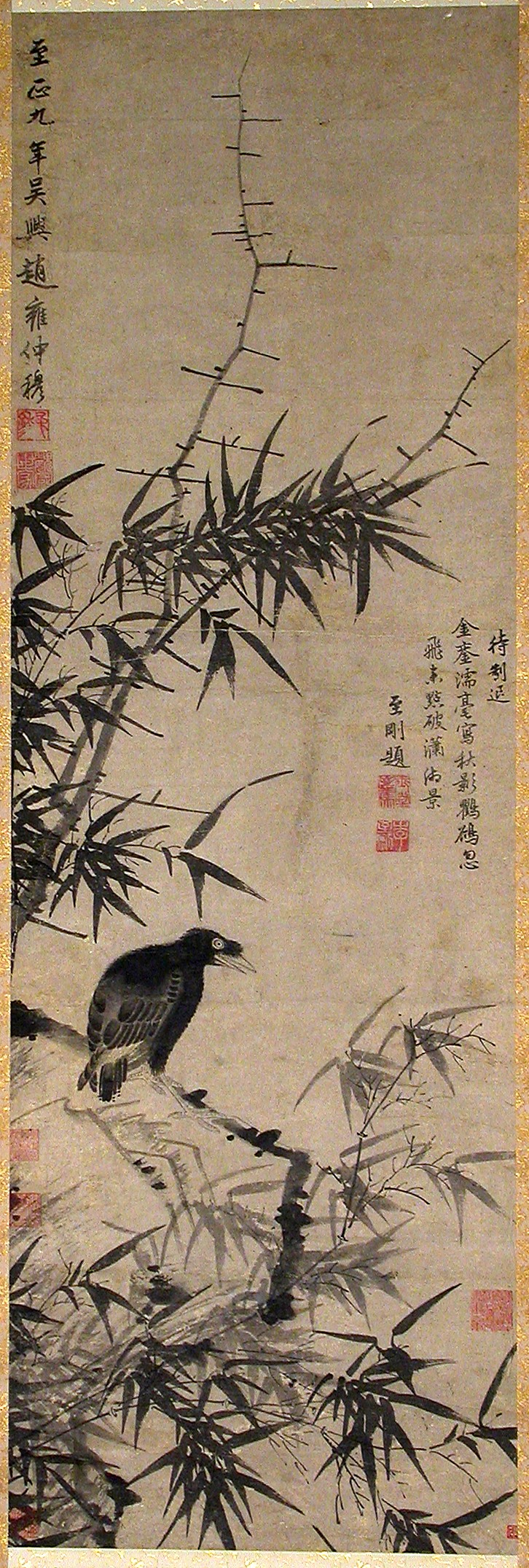
Treurmaina en bamboe - Zhao Yong
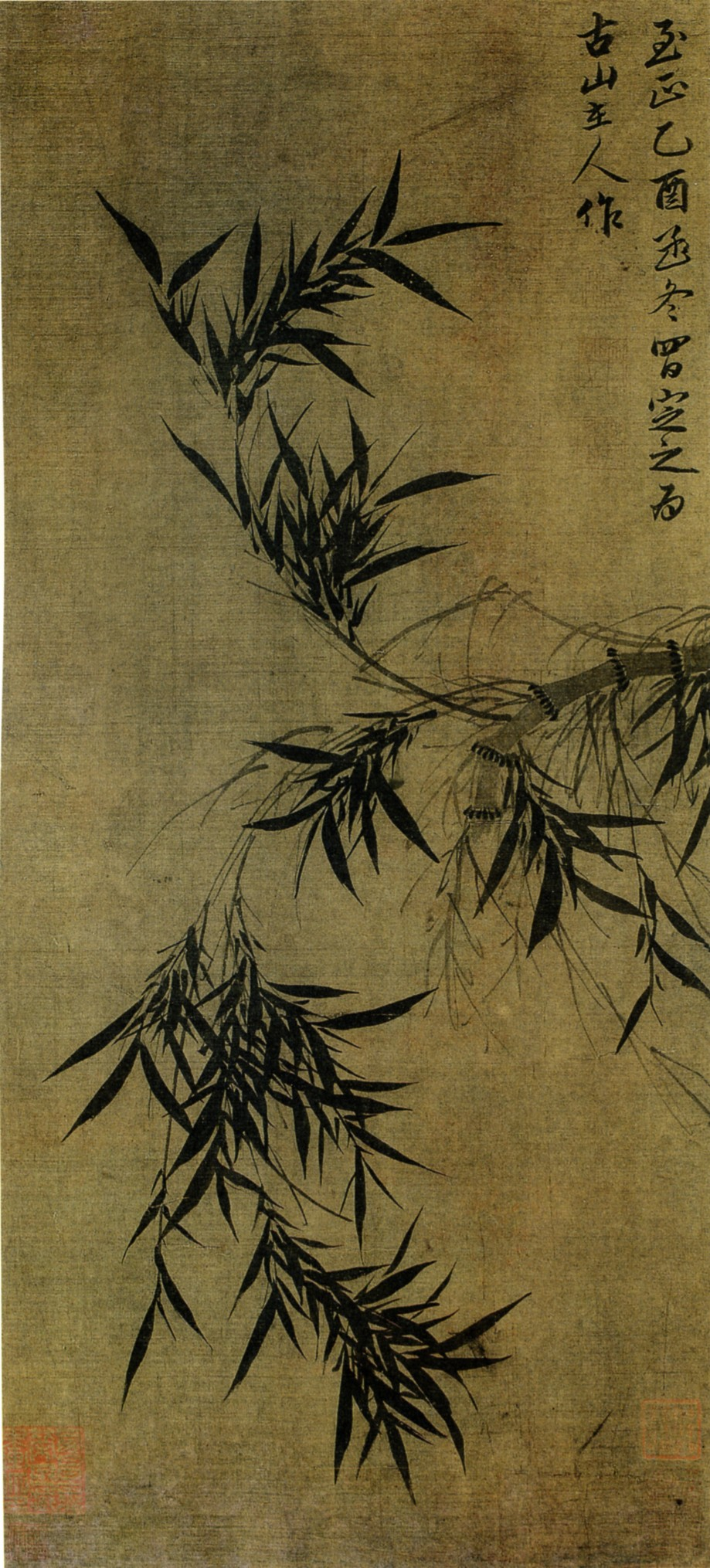
Bamboe in inkt - Gu An
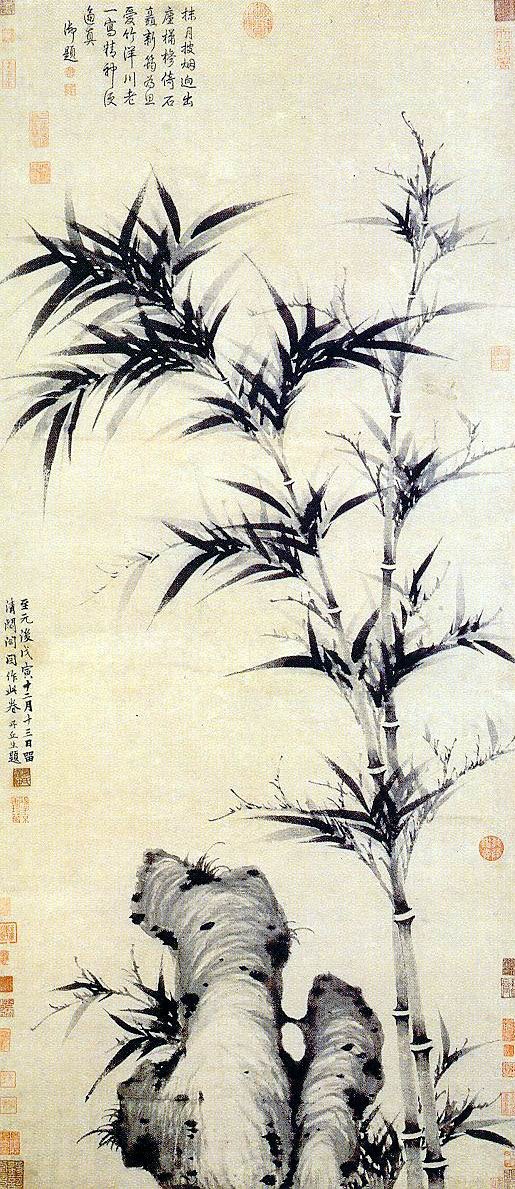
Bamboe in de Qingbige-paviljoen - Ke Jiusi
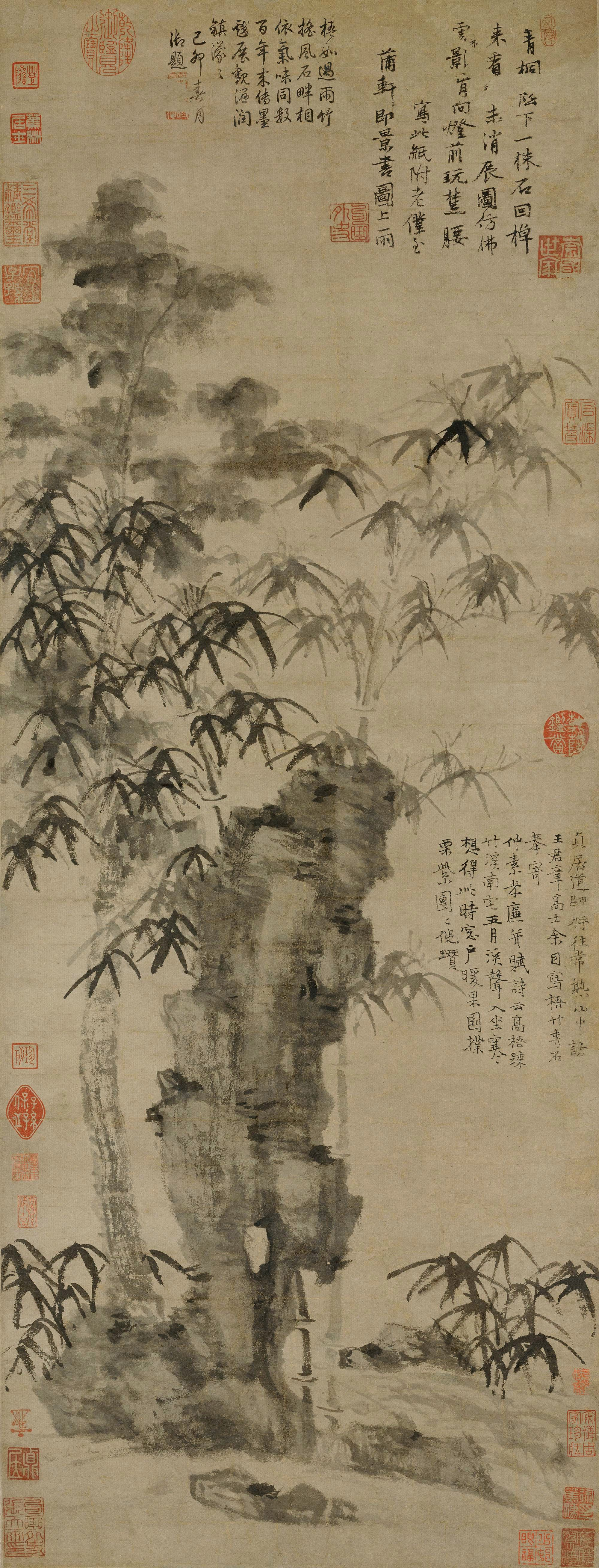
Hout, bamboe en elegante rots - Ni Zan
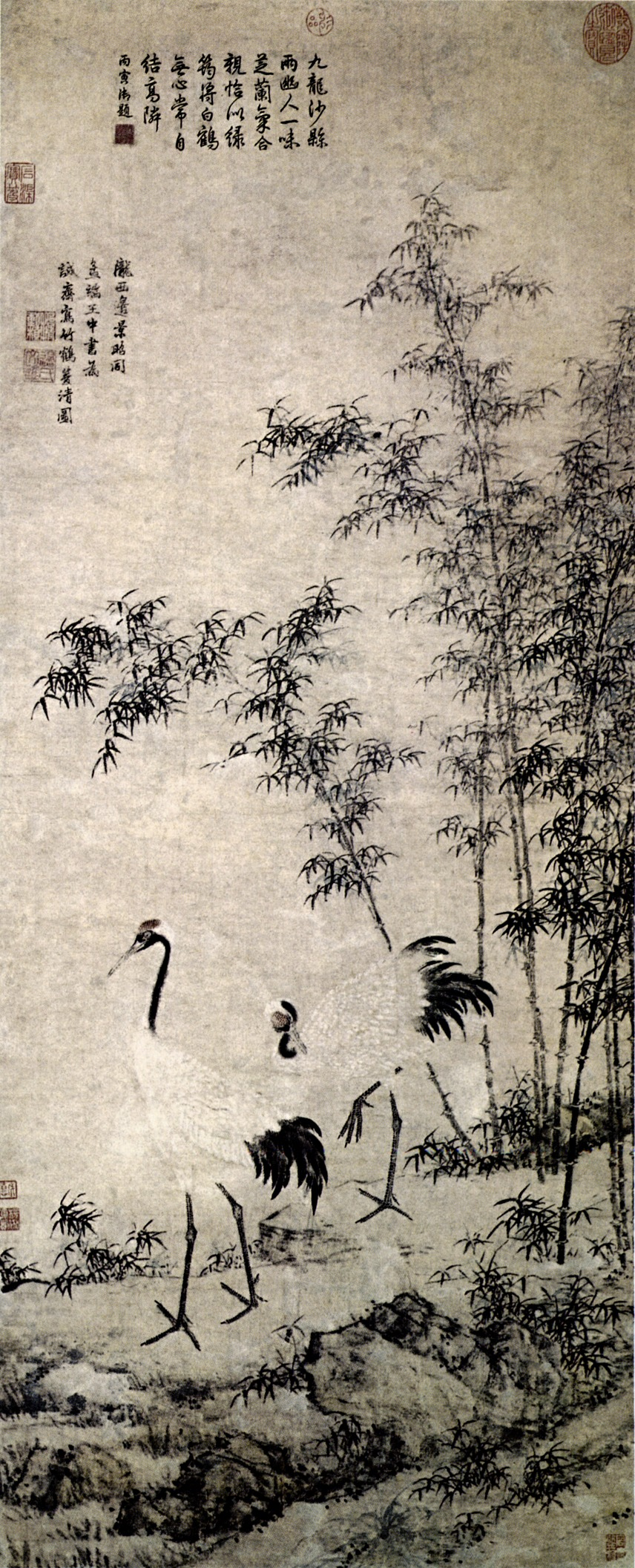
Bamboe en kraanvogels - Bian Jingzhao, Wang Fu
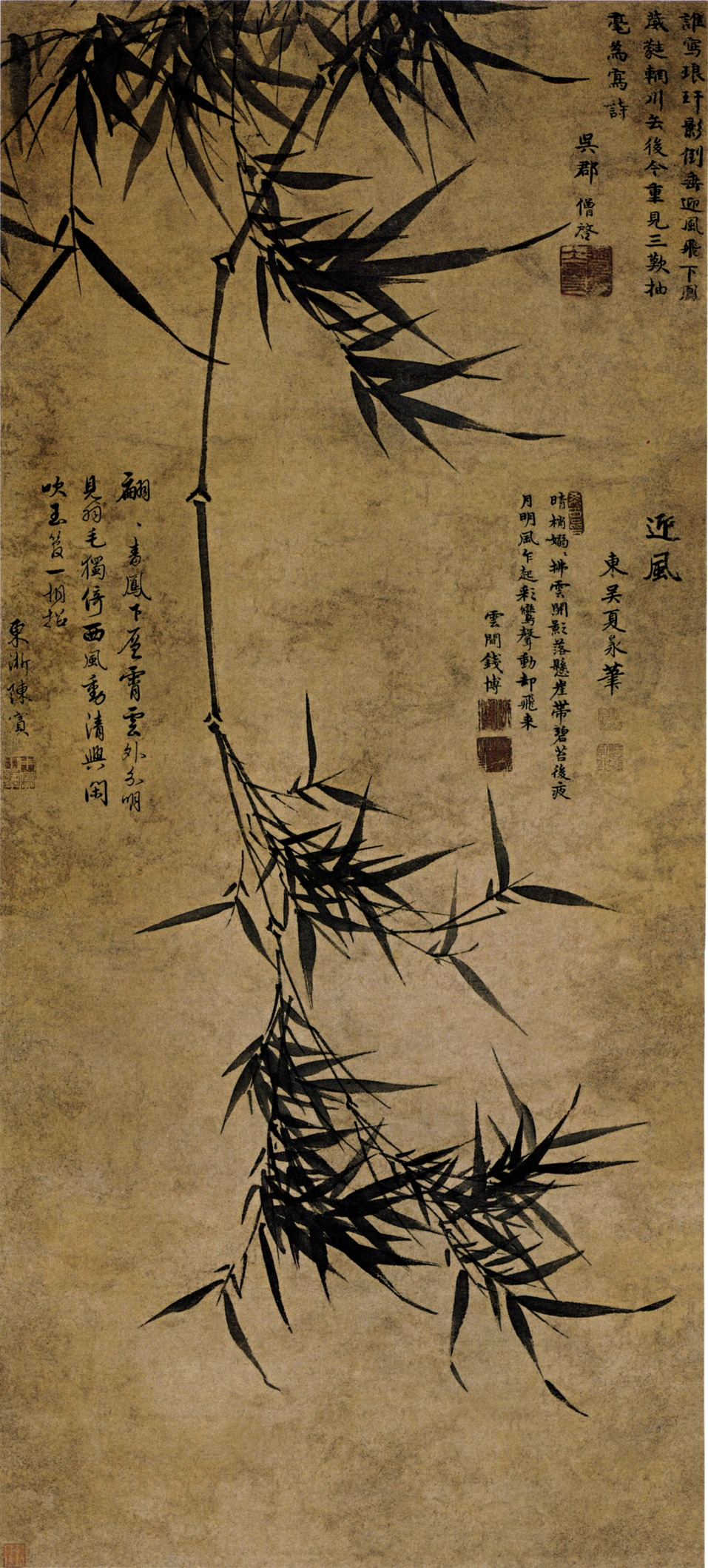
Bamboe in de wind - Xia Chang
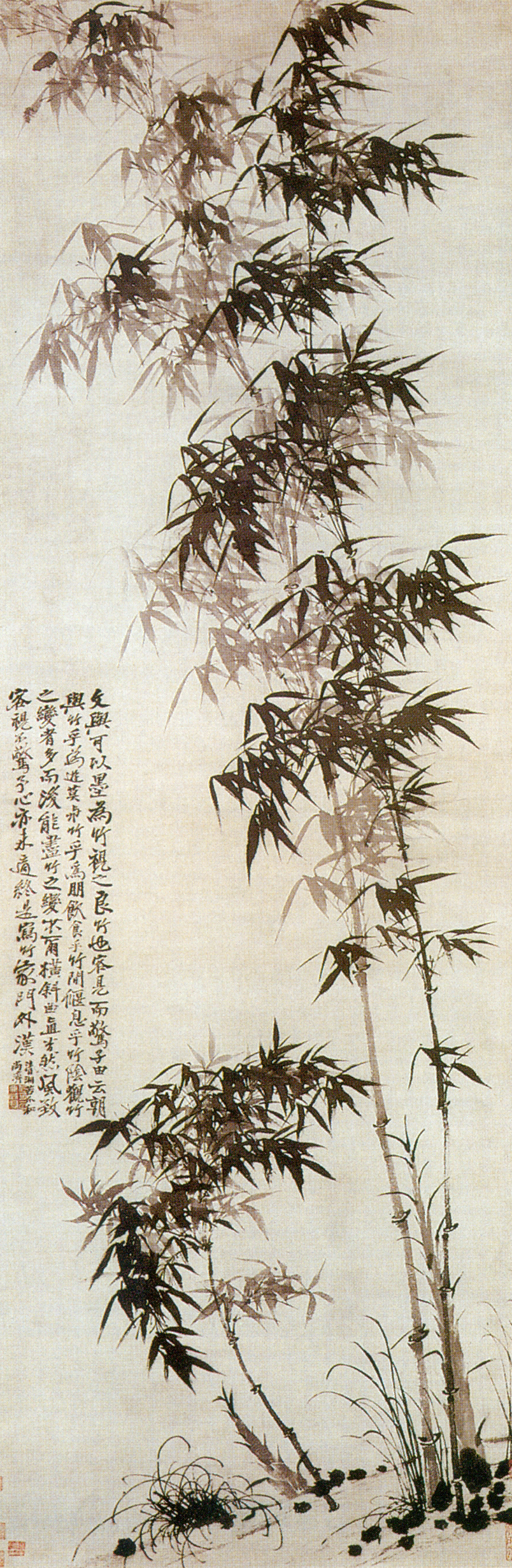
Bamboe in wind en regen - Shitao
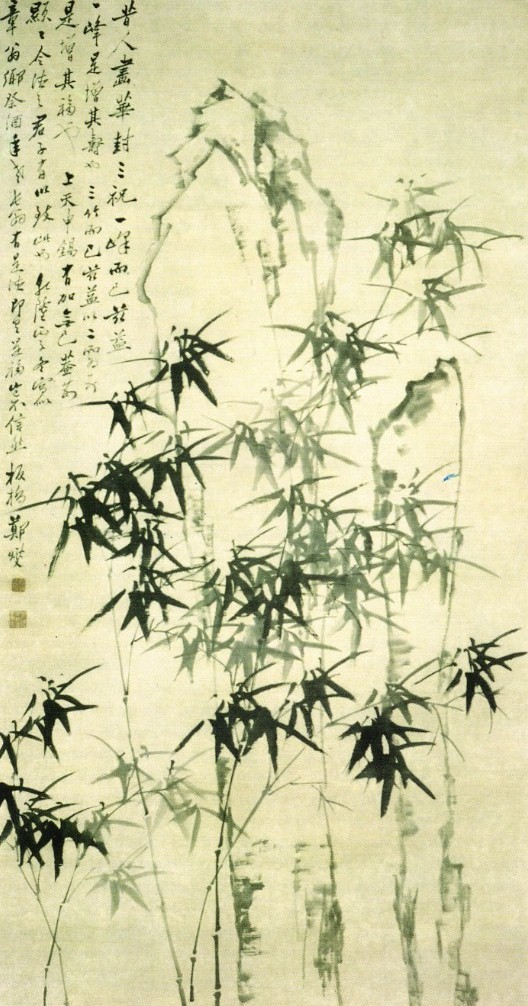
Bamboe en rots - Zheng Xie
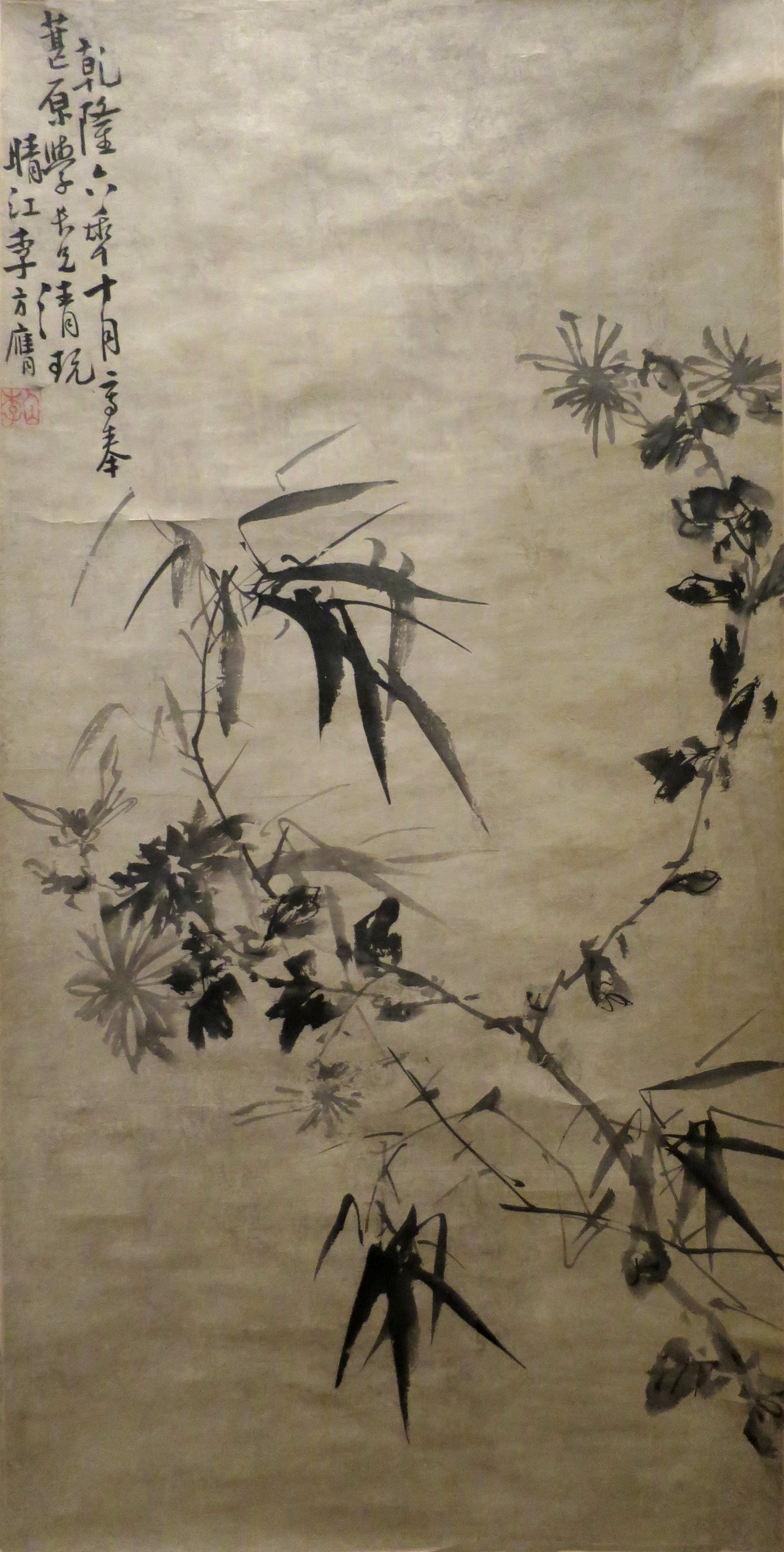
Chrysanten en bamboe - Li Fangying
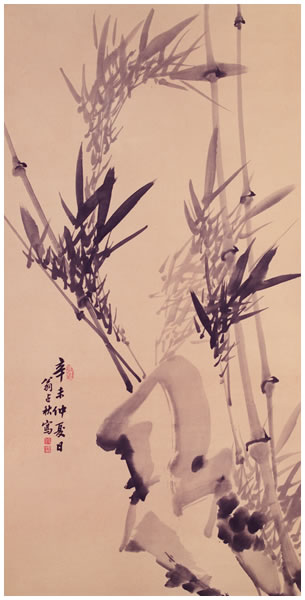
Bamboe - Ong Schan Tchow

Song-periode
- Wen Tong (1019–1079)
- Su Shi (1036–1101)
- Mi Fu (1051–1107)
- Wang Tingyun (1151–1202)

Yuan-periode
- Zhao Mengjian (1199–1295)
- Li Kan (ca. 1245–1320)
- Zhao Mengfu (1254–1322)
- Guan Daosheng (1262–1319)
- Wu Zhen (1280–1354)
- Li Shixing (ca. 1282–1328)
- Wang Mian (1287–1359)
- Zhao Yong (1289–ca. 1360)
- Gu An (ca. 1289–na 1365)
- Ke Jiusi (ca. 1290–1343)
- Ni Zan (1301–1374)

Ming-periode
- Chen Lu (14e eeuw)
- Zhang Shunzi (14e eeuw)
- Bian Jingzhao (ca. 1356–ca. 1428)
- Wang Fu (ca. 1362-1416)
- Xia Chang (1388–1470)
- Tang Yin (1470–1524)
- Wen Zhengming (1470–1559)
- Xu Wei (1521–1593)
- Chen Jiru (1558-1639)
- Shao Mi (ca. 1592–1642)

Qing-periode
- Wu Hong (17e eeuw)
- Bada Shanren (1626–1705)
- Yun Shouping (1633–1690)
- Shitao (1642–1707)
- Gao Qipei (1660–1734)
- Li Shan (ca. 1686–1756)
- Jin Nong (1687–ca. 1763)
- Zheng Xie (1693–1765)
- Li Fangying (1696–1755)
- Luo Ping (1733–1799)
- Qi Baishi (1864–1957)

Republiek China
- Zhang Daqian (1899–1983)
- Ong Schan Tchow (1900–1945)
- I-Hsiung Ju (1923–2012)

Niet-Chinezen
- Ema Saikō (1787–1861)
- Maningning Miclat (1972–2000)

- Bamboe en steen
- Guan Daosheng
- Bamboestengels bij een rotsblok
- Wu Zhen
- Treurmaina en bamboe
- Zhao Yong
- Bamboe in inkt
- Gu An
- Bamboe in de Qingbige-paviljoen
- Ke Jiusi
- Hout, bamboe en elegante rots
- Ni Zan
- Bamboe en kraanvogels
- Bian Jingzhao, Wang Fu
- Bamboe in de wind
- Xia Chang
- Bamboe in wind en regen
- Shitao
- Bamboe en rots
- Zheng Xie
- Chrysanten en bamboe
- Li Fangying
- Bamboe
- Ong Schan Tchow